# NGC 5332
NGC 5332 је елиптична галаксија у сазвежђу Волар која се налази на NGC листи објеката дубоког неба.
Деклинација објекта је + 16° 58' 11" а ректасцензија 13h 52m 7,9s. Привидна величина (магнитуда) објекта NGC 5332 износи 13,0 а фотографска магнитуда 14,0. NGC 5332 је још познат и под ознакама UGC 8773, MCG 3-35-30, CGCG 102-70, PGC 49243.